# Лелистад

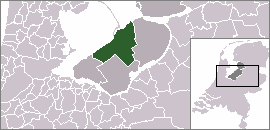
Община Лелистад на карте

Ле́листад (нидерл. Lelystad [ˈleːlistɑt]) — город и община в центральной части Нидерландов, столица провинции Флеволанд.
Община Лелистад — крупнейшая по площади община страны.
Город Лелистад основан в 1967 году на осушённой территории. Своё название получил в честь Корнелиса Лели, разработчика дамбы Афслёйтдейк, строительство которой позволило провести осушение. Лелистад расположен примерно на пять метров ниже уровня моря.
Город Лелистад при проектировании задумывался не только как административный, но и как экономический центр региона. Однако его рост оказался не таким быстрым, как у города Алмере, также построенного на осушенной территории, но расположенного ближе к Амстердаму.

## География
Лелистад расположен в польдере в провинции Флеволанд. Лелистад граничит на западе с озерами Маркермер и Эйсселмер, на юге с общинами Алмере и Зеволде, на востоке с общиной Дронтен.
Община Лелистад — крупнейшая по площади община страны. Довольно большую часть её территории занимают озёра Маркермер и Эйсселмер, образовавшиеся после строительства дамб, отгородивших бывший залив Зёйдерзее от Северного моря. Община Лелистад также полностью находится на территории осушенной части озера Эйсселмер в XX веке. Значительную часть территории общины занимает заповедник Оствардерсплассе, площадью около 56 км2, возникший после осушения польдера Южный Флеволанд. Город Лелистад также окружен множеством лесов, парков и ферм.

## Транспорт
Лелистад связан с Амстердамом как автомобильной, так и железной дорогой. В городе имеется небольшой аэропорт, спутник аэропорта Схипхол, а также собственный морской порт.

## Достопримечательности

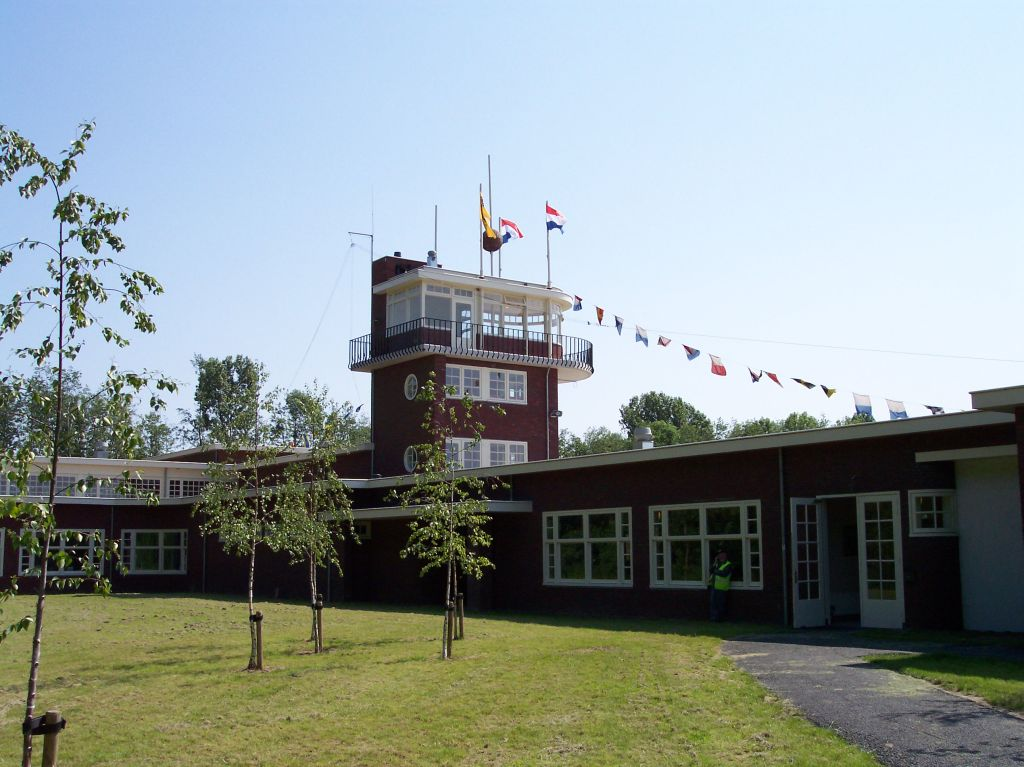
Авиадром в Лелистаде

Рядом с городским аэропортом расположен музей-тематический парк Авиодром, в котором можно увидеть большое количество самолётов. Интересно, что самый большой экспонат музея, Boeing 747, попал в Лелистад не по воздуху, а по воде, поскольку аэропорт Лелистада не может принимать такие большие воздушные суда. Самолёт, проданный KLM музею за символическую цену в €1, привезли в Лелистад на барже.
Среди достопримечательностей города — копия легендарного корабля Голландской Ост-Индской компании «Батавия».

## Известные жители
- Арон Винтер (1967, Парамарибо, Суринам) — нидерландский футболист, последний из чемпионов Европы 1988 завершивший карьеру в 2002 году;
- Соколов Иван (1968, Сараево, Босния и Герцеговина) — югославский, затем боснийский, в настоящий момент нидерландский шахматист; гроссмейстер (1987). Выступает за Нидерланды с 2002 года.
- Бой Ватерман (1984, Лелистад) — вратарь футбольного клуба АДО Ден Хааг. В составе Нидерландской юношеской сборной по футболу он выиграл Чемпионат Европы 2007 года.
- Ханс Грёйтерс – политик, мэр города (1980–1996).